# Gypsite
Gypsite – obszar niemunicypalny w hrabstwie Kern, w Kalifornii (Stany Zjednoczone), na wysokości 597 m. Znajduje się w pobliżu Koehn Lake.